# Мустье-Сент-Мари
Мустье́-Сент-Мари́ (фр. Moustiers-Sainte-Marie, окс. Mostiers Santa Maria) — коммуна во Франции, административный центр кантона Мустье-Сент-Мари, округ Динь-ле-Бен, департамент Альпы Верхнего Прованса, регион Прованс — Альпы — Лазурный Берег. Входит в ассоциацию «Самых красивых деревень Франции».
Код INSEE коммуны — 04135.

## Население
Население коммуны на 2008 год составляло 710 человек.
| 1962 | 1968 | 1975 | 1982 | 1990 | 1999 | 2008 |
| ---- | ---- | ---- | ---- | ---- | ---- | ---- |
| 478  | 535  | 602  | 575  | 580  | 625  | 710  |

## Экономика
Коммуна знаменита своим фаянсом, известным как фаянс Мустье, производством которого занимаются многочисленные мастерские.
В 2007 году среди 478 человек в трудоспособном возрасте (15—64 лет) 372 были экономически активными, 106 — неактивными (показатель активности — 77,8 %, в 1999 году было 77,6 %). Из 372 активных работали 312 человек (173 мужчины и 139 женщин), безработных было 60 (19 мужчин и 41 женщина). Среди 106 неактивных 21 человек были учениками или студентами, 42 — пенсионерами, 43 были неактивными по другим причинам.

## Достопримечательности
- Археологический музей, основанный в 1930 году
- Приходская церковь Нотр-Дам, исторический памятник
- Церковь Вознесения Девы Марии
- Капелла Нотр-Дам-де-Бовуар
- Капелла Кластр (XIII—XIV века)
- Руины монастыря Сен-Мартен-д’Урбе

- Мустье-Сент-Мари
- Мустье-Сент-Мари
- Колокольня церкви Успения Божьей Матери
- Нотр-Дам-де-Бовуар

## Города-побратимы
- Монтелупо-Фьорентино (Италия)